# Wadi Al-Hitan
Uadi Al-Hitan (en árabe: وادي الحيتان) o Valle de las ballenas es una región de la gobernación de Fayún, en el desierto occidental de Egipto que contiene importantes restos fósiles del suborden de los arqueocetos (los antepasados de los cetáceos modernos). Fue incluido en la lista de Patrimonio de la Humanidad la Unesco en julio de 2005.
Esos restos paleontológicos representan uno de los principales registros de la historia de la evolución de las especies: la transformación de animal terrestre en uno acuático sufrido por las ballenas. El Valle es el sitio más importante del mundo para demostrar tal proceso evolutivo. Se retrata con precisión la forma de la vida de esos mamíferos durante su evolución. El número, la concentración y la calidad de los fósiles son únicos. Estos restos muestran a dichos animales perdiendo sus miembros traseros, los cuerpos hidrodinámicos (como los de las ballenas modernas), al mismo tiempo que presentan aspectos primitivos de estructura ósea. Otros materiales fósiles encontrados en la localidad permiten reconstruir el ambiente y las condiciones ecológicas de la época.